# B. Stenge Csaba
B. Stenge Csaba (született: Becze Csaba) (Pécs, 1975. február 22. –) magyar hadtörténész, levéltáros.

## Tanulmányai
A Pécsi Tudományegyetem történelem szakán végzett jeles eredménnyel, ugyanitt volt nappalis doktorandusz hallgató is. 2006. november 29-én kitüntetéssel (summa cum laude) védte meg a magyar királyi honvéd légierő második világháborús tevékenységéről írott doktori disszertációját (a PhD fokozat adományozási dátuma: 2007. január 30.).

## Tudományos pályafutása
2009. január 1. óta dolgozik Tatabánya Megyei Jogú Város Levéltárában, 2011. április 1. óta az intézmény igazgatójaként.
Fő kutatási területe az 1938 és 1945 közötti magyar hadtörténelem, különös tekintettel a területi revízió idején folytatott hadműveletekre, a Magyar 2. hadsereg 1942-1943-as történetére, valamint a magyar királyi honvéd légierő harcászati-hadműveleti alkalmazására és személyi állományára.

## Fontosabb művei
- "A pokol tornácán ...": A magyar királyi 2. honvéd hadsereg hídfőcsatái a Donnál (1942. július-szeptember), Budapest: Paktum Nyomdaipari Társaság, 2006. 172 p. ISBN 9632298934
- Elfelejtett hősök: A Magyar Királyi Honvéd Légierő ászai a második világháborúban, Nagykovácsi: Puedlo Kiadó, 2006. 200 p. ISBN 963 9673 064
- Magyar Steel: Hungarian Armour in World War II, Redbourn: Mushroom Model Publications, 2006. 84 p. ISBN 978 8389450296
- "Kőr Ász": Egy vadászrepülő század története 1936-1941, Nagykovácsi: Puedlo Kiadó, 2007. 168 p. ISBN 9789639673854
- Az Arany sas nyomában: Szilaj Varga Gyula és a magyar gyorsbombázók a II. világháborúban, Nagykovácsi: Puedlo Kiadó, 2008. 176 p. ISBN 9789632490588
- Baptism of Fire: The First Combat Experiences of the Royal Hungarian Air Force and Slovak Air Force, March 1939 Solihull: Helion, 2013. 136 p. ISBN 9781906033934
- Elfelejtett hősök: A magyar királyi honvéd légierők ászai a második világháborúban - 2. bővített, átdolgozott kiadás: Zrinyi Kiadó, 2016, 404 p. ISBN 9789633276495
- A megtorlás Tatabányán. Az 1956-os forradalom és szabadságharc leverését követő főbb tatabányai perek; szerk. B. Stenge Csaba; Tatabánya Megyei Jogú Város Levéltára, Tatabánya, 2017 (Tatabányai levéltári kiadványok)